# Piletocera luteosignata
Piletocera luteosignata is een vlinder van de familie van de grasmotten (Crambidae). De wetenschappelijke naam van deze soort is voor het eerst voorgesteld door Kyu-Tek Park in een publicatie uit 1990.
De soort komt voor in Zuid-Korea.